# Флашка
Флашка или флашпамет (на английски: flash drive) е вид запаметяващо устройство, което служи за съхранение и обмен на данни с компютър. Основава се на енергонезависима компютърна памет, комбинирана с USB шина и е малка по размер, може да се използва за многократно записване на информация и е много удобна. На пазара се предлагат различни по капацитет памети – от десетки мегабайта (MB) до няколко гигабайта (GB).
Флашпаметите предлагат много предимства в сравнение с други носители на информация, особено с флопи дисковете. Те имат по-компактна форма, работят по-бързо, могат да съхраняват много повече информация, имат по-устойчив дизайн и работят по-надеждно поради липсата на движещи се части. Те стават все по-разпространени и затова компютрите се предлагат вече без флопи дисково устройство, а USB портовете от друга страна са налични на почти всеки съвременен персонален компютър или лаптоп. USB стандартът за компютърна шина се поддържа от модерните операционни системи (ОС) като Windows, Mac OS X, Линукс и други Юникс базирани ОС. USB 2.0 устройствата могат да работят по-бързо в сравнение с оптичните устройства, като запазват по-голямо количество информация в много по-малък размер.
В действителност името „драйв“ е подвеждащо, защото във флашдрайва (на английски: drive – движа) нищо не се движи: терминът се е запазил по исторически причини, защото компютрите четат и записват информация във флашдрайва, използвайки същите системни команди като при механично дисково устройство (диск драйв).
Флашката се състои от малка печатна платка, защитена с пластмасова, метална или гумирана обвивка, достатъчно здрава за да се носи без допълнителна защита – в джоба или например на ключодържател. USB съединителят е защитен с капачка, или се прибира в самото тяло на флашката, въпреки че е трудно да бъде повреден, ако е незащитен.

## Технология
Флашпаметта комбинира някои по-стари технологии, притежаващи ниска цена, ниска консумация и малки размери благодарение на напредъка в микропроцесорните технологии. Паметта е базирана на предходните EPROM и EEPROM технологии. Те притежават много ограничен капацитет, много са бавни при четене и запис, изискват сложна високоволтова управляваща верига и могат да бъдат презаписани само след изтриване на цялото съдържание на чипа.
Хардуерните конструктори по-късно разработват EEPROM-и с изтриваем регион, разбит на по-малки „полета“, които могат да бъдат изтрити поотделно, без да се повлияе на другите. Промяната в съдържанието на конкретна част от паметта е свързана първо с копирането на цялото поле във външна за чипа буферна памет, изтриване на полето, и след това презаписване на информацията обратно в същото поле, правейки необходимата промяна в конкретната част от паметта. Това изисква значителна компютърна поддръжка и PC-базираните EEPROM флашпамет системи често притежават свой собствен микропроцесор. Флашките са една тяхна миниатюрна версия.
Разработката на високоскоростни серийни интерфейси като USB за първи път прави осъществими паметите със сериен достъп и едновременно – разработването на малки, високоскоростни, консумиращи малка мощност системи позволява това да бъде вградено в компактни изделия. Серийният достъп намалява и броя на електрическите връзки, което позволява успешното производство на памети с обем множество гигабайти.

## Дизайн и реализация
От единия си край устройството е оборудвано с един мъжки USB съединител тип A. Вътре в пластмасовата кутийка има малка печатна платка. На тази платка има няколко прости електрически вериги и малко на брой ИС. Обикновено, една от тези ИС предоставя интерфейс към USB порта, друга управлява паметта на платката, и другата е самата флашпамет.
Флашките обикновено използват USB стандарта за да комуникират с компютъра.

### Основни компоненти
Обикновено флашдрайвът се състои от 4 типични части:
- Мъжки USB съединител тип A – интерфейс към компютъра.
- USB контролер.
- Чип, съдържащ флашпаметта.
- Кварцов генератор.

### Допълнителни компоненти
Типичното устройство може също да включва:
- Мостче и тестови точки – за тестване по време на производство или зареждане на код в микропроцесорът.
- Светодиоди – използват се за индикация при трансфер на информация (четене и запис)
- Превключвател за защита от запис – включва и изключва флашдрайва в защитен режим.
- Празно място – предоставя място за добавяне на втори чип с памет. Наличието на това свободно пространство позволява на производителя да разработи само една печатна платка, която може да бъде използвана за повече от едно устройство с даден размер.
- Капачка за USB съединител – намалява риска от повреда и предотвратява навлизането на прах или други замърсители и подобрява цялостната визия на устройството. Някои флашки нямат капачка, а вместо това имат прибиращи се USB съединители (в самото тяло). При други капачката е свързана с основното тяло, така че рискът да се загуби намалява.
- Пособия за транспорт – капачката или основното тяло често имат дупка, подходяща за закачане на ключодържател или връзка.

### Размер и стил на пакетиране
Някои производители отличават продуктите си като използват чудати корпуси, които често са обемисти и правят драйва труден за свързване към USB порт. Понеже USB портовете на компютърната кутия често са разположени близко един до друг, поставянето на флашка в един порт може да блокира съседния. Подобни устройства могат да носят USB знака само ако са продадени с отделен удължителен кабел. Подобни кабели са съвместими с USB, но не са потвърдени в USB 1.0 стандарта. USB флашките често се вграждат в предмети като часовници, химикалки и дори швейцарско ножче; други са поместени в непознати дотогава корпуси като колички–играчки или ЛЕГО тухлички. Малкият размер, здравината и ниската цена на USB флашките ги прави все по-популярни периферни устройства, чийто корпус може да бъде моделиран.

### Файлова система
Повечето флашки идват предварително форматирани с FAT или FAT32 файлова система. Универсалността на тази файлова система позволява флашката да бъде достъпна от почти всяко устройство, притежаващо USB порт. Също така за поправяне или възстановяване на повредена информация могат да бъдат използвани стандартните инструменти (например ScanDisk). Все пак, понеже флашката е за системата като USB твърд диск тя може да бъде преформатирана с каквато и да е друга файлова система, поддържана от операционната система.
Флашките могат да бъдат дефрагментирани, но от това няма голяма полза, тъй като нямат механични глави, които да трябва да се местят (флашките често имат много голям размер на вътрешния сектор, затова при дефрагментиране на даден файл се използват по-малко сектори). Дефрагментирането скъсява живота на флашката, правейки множество ненужни записи.
Някои файлови системи са проектирани да разпределят записа върху цялата памет, без да струпват в дадена област дадена част от данните (например директориите); това удължава живота на обикновените устройства с флашпамет. Някои флашки имат тази функционалност вградена в самия контролер, други я нямат, ето защо крайният потребител трябва да провери спецификацията на неговото устройство преди да променя файловата система.

## Предимства и недостатъци

### Предимства
Флашките са защитени от надраскване, прах и са много здрави механически. Това ги прави подходящи за лесен пренос на информация от едно място на друго. Повечето персонални компютри от 2008 г. насам притежават USB порт.
В сравнение с много други преносими устройства флашките имат относително висока плътност на данните. От средата на 2008 г. на пазара се появяват 64 GB – ви флашки със способност да съдържат много повече информация в сравнение с DVD.
В сравнение с твърдите дискове флашките консумират по-малко мощност, нямат чупливи движещи се части, малки са (отнася се за драйвовете с по-малък капацитет) и леки.
Флашките имат и това предимство, че повечето модерни ОС могат да четат и пишат в тях без да се инсталира драйвер за устройството. Флашките представляват просто блокова логическа единица за ОС, скривайки сложните индивидуални детайли относно различните прилежащи елементи на флашпаметта. ОС може да използва всякаква файлова система или блокова адресна схема. Някои операционни системи могат дори да стартират от флашка.
Някои флашки запазват информацията си дори след като са потопени във вода, дори и в перална машина, макар че не са проектирани за това.

### Недостатъци
Като всички флашпамети флашките могат да понесат само ограничен брой изтривания и записи. Това трябва да се има предвид, когато флашдрайва се използва за стартиране на приложения или зареждане на операционна система.
Повечето флашки нямат механизъм за защита от запис, въпреки че някои имат превключвател на корпуса на самата флашка, която забранява на компютъра да записва или променя информацията във флашката. Защитените от запис флашдрайвове са подходящи за поправяне на заразени с вируси компютри, без риск от инфектиране на самата флашка.
Поради малките си размери е лесно да бъдат загубени. Отделен проблем е и сигурността на данните, особено ако става въпрос за поверителна информация. Някои производители добавиха впоследствие хардуер за криптиране към техните драйвове, въпреки че чрез софтуерно криптиране се постига същия ефект и то е налично за всички флашки.

## Наименование
От август 2008 г. наименованието „флашдрайв“ или „UFD“ (на български просто флашка) се очертава като стандартен термин за тези устройства. Повечето основни производители използват подобен подбор на думи върху опаковките си, но объркващи алтернативни наименования продължават да се срещат (такива като stick memory (пръчка памет) или USB памет ключ). Хилядите различни търговски наименования и терминология, използвана в миналото вече се уеднаквяват като се налага флашпамет. Някои имена в действителност представляват търговски марки на конкретни компании, като Cruzer, TravelDrive, ThumbDrive, и Disgo.
|  | Тази страница частично или изцяло представлява превод на страницата USB_flash_drive в Уикипедия на английски. Оригиналният текст, както и този превод, са защитени от Лиценза „Криейтив Комънс – Признание – Споделяне на споделеното“, а за съдържание, създадено преди юни 2009 година – от Лиценза за свободна документация на ГНУ. Прегледайте историята на редакциите на оригиналната страница, както и на преводната страница, за да видите списъка на съавторите. ВАЖНО: Този шаблон се отнася единствено до авторските права върху съдържанието на статията. Добавянето му не отменя изискването да се посочват конкретни източници на твърденията, които да бъдат благонадеждни. |